# Zákopčie
Zákopčie (maďarsky Dombelve, do roku 1907 Zákopcse) je obec na severozápadě Slovenska v okrese Čadca. V roce 2016 zde žilo 1 781 obyvatel. První písemná zmínka o obci pochází z roku 1662.

## Poloha
Obec se nachází v blízkosti hranic s Českou republikou a Polskem. Skládá se z několika desítek osad roztroušených po kopcích. Od okresního města Čadca je vzdálena 10 km a od krajského města Žiliny 40 km. V obci se nachází římskokatolický kostel svatého Jana Křtitele z konce 18. století.